# Elecciones parlamentarias de Croacia de 2000
Las elecciones parlamentarias para la Camara de Representantes del Parlamento croata se celebraron el 3 de enero de 2000. Estas fueron las primeras elecciones que se celebraron después de la expiración de un mandato completo de 4 años de la Cámara de Representantes anterior.
La gobernante Unión Democrática Croata entró en las elecciones debilitadas por la Crisis de Zagreb, las protestas callejeras y la serie de escándalos de corrupción que salieron a la luz en el período parlamentario anterior. Sin embargo, el factor más importante fue el deterioro de la salud del líder del partido y presidente croata, Franjo Tuđman, que desencadenó una lucha por la sucesión entre varias facciones dentro del partido.
Por otro lado, dos importantes partidos de oposición - el Partido Socialdemócrata de Croacia y el Partido Social Liberal de Croacia- tuvieron su coalición acordada formalmente en 1998 y pasaron más de un año preparándose para las elecciones. Al principio debían participar junto con el Partido Campesino Croata, el Partido Popular Croata, Asamblea Democrática de Istria y el Partido Liberal, pero como la condición de Tuđman empeoró, los líderes del SDP y HSLS concluyeron que podían ganar elecciones incluso sin esos otros cuatro partidos que luego formaron un bloque electoral separado.
Al igual que antes de todas las elecciones previas desde la desintegración de Yugoslavia, las leyes electorales se alteraron en un intento de mejorar las oportunidades para el partido gobernante; esto incluyó un nuevo sistema de votación y redistribución de distritos. Los distritos electorales del anterior escrutinio mayoritario uninomial introducidos en las elecciones anteriores fueron abandonados y se implementó la Representación Proporcional (con la excepción de escaños representativos de minoría étnica). Croacia se dividió en diez distritos electorales, todos elaborados para maximizar el apoyo a HDZ. Cada distrito debe elegir 14 miembros, y las listas de candidatos deben ganar más del 5% de los votos para poder representarse en el Sabor. 
Debido a la enfermedad y luego a la muerte de Tuđman, la fecha real de las elecciones se había pospuesto repetidamente por razones constitucionales. Hubo especulaciones sobre la celebración de elecciones durante las vacaciones de Navidad con el fin de tener tantos expatriados croatas (partidarios tradicionales de HDZ) en el país, pero la fecha del 3 de enero fue elegida como la más adecuada. A medida que se acercaba el día de las elecciones, su resultado se hizo más certero. La campaña fue breve y relativamente sin incidentes con la HDZ visiblemente debilitada y desmoralizada por la muerte de su líder a largo plazo. En el día real de las elecciones, la participación, la más grande desde 1990, indicó el deseo del pueblo croata de cambiar su gobierno.
Račan fue nombrado Primer Ministro el 27 de enero de 2000, mediante un decreto del Presidente interino de Croacia y el presidente del saliente Parlamento, Vlatko Pavletić, y esta decisión fue posteriormente confirmada por votación parlamentaria el 2 de febrero de 2000 en la que 122 de 151 Los diputados votaron a favor y 1 en contra del gabinete, mientras que 1 diputado se abstuvo.  Račan encabezó una coalición entre el SDP y el HSLS, que junto con un bloque de otros cuatro partidos obtuvo la mayoría de dos tercios en el Parlamento, permitiéndoles enmendar la Constitución y transformar Croacia de un sistema semipresidencial a un sistema parlamentario incompleto en noviembre de 2000 y abolir la cámara alta del Parlamento, la Cámara de los Condados, en marzo de 2001. Los cambios constitucionales de 2000 limitaron en gran medida el poder del presidente, pero conservaron la elección directa de este cargo.

## Llamada a elecciones
Cuando se acercaba el final del mandato del tercer Parlamento, se esperaba que el presidente Tuđman liberara el Parlamento y llamara a elecciones. Sin embargo, el presidente Tuđman enfermó y se sometió urgentemente a tratamiento hospitalario y tuvo que ser internado. Esta fue la razón del problema de convocar a elecciones, ya que el presidente estaba en cuidados intensivos, y la Constitución de Croacia en este caso prescribió los plazos para la elección. Croacia se encontró en una especie de crisis constitucional. La convocatoria anterior no se disolvió, esperando que se disolviera por la fuerza de la Constitución el día de la expiración del mandato. En ese momento, el Parlamento aprobó la Ley constitucional sobre la inhabilitación temporal del Presidente de la República de Croacia para el desempeño de sus funciones, ya que la Constitución no preveía el caso. El presidente de la Cámara de Representantes del Parlamento Vlatko Pavletić se convirtió en el nuevo presidente de Croacia pero solo de forma interina hasta que Tuđman pudiera volver a ejercer sus funciones, caso que no se dio. El 27 de noviembre de 1999, Pavletić realizó el llamado a elecciones para el lunes 3 de enero de 2000.

### Nueva ley electoral[3]
Para estas elecciones, por primera vez, se usó la nueva Ley Electoral (aprobada el 29 de octubre de 1999), esta nueva distribución electoral dividía a Croacia en 10 distritos electorales bastante arbitrarios (ver mapa); por ejemplo, Gajnice (parte de Zagreb) están en la misma circunscripción con Novi Vinodolski, mientras que el centro de Zagreb está en el segundo distrito electoral. Todos los electorados tienen aproximadamente el mismo número de votantes. Se establecieron circunscripciones electorales especiales para los votantes fuera de Croacia ("11º circunscripción electoral") y las minorías ("12º circunscripción electoral").

## Resultados
|  | 26.66 % |

|  | 11.55 % |

|  | 0.22 % |

|  | 38.70 % |

|  | 26.88 % |

|  | 14.70 % |

|  | 5.19 % |

|  | 11.02 % |

|  | 98.32 % |

|  | 1.68 % |

|  | 100.00 % |

|  | 70.48 % |